# Драфт НБА 2009
Драфт НБА 2009 року відбувся 25 червня у WaMu Theatre в Медісон-сквер-гарден у Нью-Йорку. На цьому драфті команди Національної баскетбольної асоціації (НБА) по черзі вибирали баскетболістів-аматорів США, які пройшли школу коледжів США, а також інших гравців, які підлягають вибору, зокрема баскетболістів з інших країн.

## Драфт
| РЗ | Розігруючий захисник | АЗ | Атакувальний захисник | ЛФ | Легкий форвард | ВФ | Важкий форвард | Ц | Центровий |

| ^ | Позначає гравців, обраних у Баскетбольну залу слави Нейсміта                                                        |
| * | Позначає гравців, які взяли участь принаймні в одній грі матчу всіх зірок НБА і потрапили до Збірної всіх зірок НБА |
| + | Позначає гравців, які взяли участь принаймні в одній грі матчу всіх зірок НБА                                       |
| x | Позначає гравців, які принаймні один раз потрапили до Збірної всіх зірок НБА                                        |
| # | Позначає гравців, які жодного разу не грали в регулярному сезоні НБА або плей-оф                                    |

| Раунд | Вибір | Гравець              | Позиція | Громадянство                   | Команда НБА                                                                      | Коледж/Клуб                 |
| ----- | ----- | -------------------- | ------- | ------------------------------ | -------------------------------------------------------------------------------- | --------------------------- |
| 1     | 1     | Блейк Остін Гріффін* | ВФ      | США                            | Лос-Анджелес Кліпперс                                                            | Оклахома (Сом.)             |
| 1     | 2     | Хашим Табіт          | Ц       | Танзанія                       | Мемфіс Ґріззліс                                                                  | Коннектикут (Дж.)           |
| 1     | 3     | Джеймс Гарден*       | АЗ      | США                            | Оклахома-Сіті Тандер                                                             | Аризона Стейт (Сом.)        |
| 1     | 4     | Тайрік Еванс         | АЗ      | США                            | Сакраменто Кінґс                                                                 | Мемфіс (Фр.)                |
| 1     | 5     | Рікі Рубіо           | РЗ      | Іспанія                        | Міннесота Тімбервулвз (від Вашингтон)[a]                                         | Ховентут (Іспанія)          |
| 1     | 6     | Джонні Флінн         | РЗ      | США                            | Міннесота Тімбервулвз[b]                                                         | Сірак'юс (Сом.)             |
| 1     | 7     | Стефен Каррі*        | РЗ      | США                            | Голден-Стейт Ворріорс                                                            | Девідсон (Дж.)              |
| 1     | 8     | Джордан Гілл         | ВФ      | США                            | Нью-Йорк Нікс                                                                    | Аризона (Дж.)               |
| 1     | 9     | ДеМар ДеРозан*       | АЗ      | США                            | Торонто Репторз                                                                  | УПК (Фр.)                   |
| 1     | 10    | Брендон Дженнінгс    | РЗ      | США                            | Мілвокі Бакс                                                                     | Лоттоматіка Рома (Італія)   |
| 1     | 11    | Теренс Вільямс       | АЗ      | США                            | Нью-Дже́рсі Нетс                                                                  | Луїсвілл (Ср.)              |
| 1     | 12    | Джеральд Гендерсон   | АЗ      | США                            | Шарлот Бобкетс                                                                   | Дьюк (Дж.)                  |
| 1     | 13    | Тайлер Гансбро       | ВФ      | США                            | Індіана Пейсерз                                                                  | Північна Кароліна (Ср.)     |
| 1     | 14    | Ерл Кларк            | ЛФ      | США                            | Фінікс Санз                                                                      | Луїсвілл (Дж.)              |
| 1     | 15    | Остін Дей            | ЛФ      | США                            | Детройт Пістонс                                                                  | Гонзага (Сом.)              |
| 1     | 16    | Джеймс Джонсон       | ЛФ      | США                            | Чикаго Буллз                                                                     | Вейк Форест (Сом.)          |
| 1     | 17    | Джру Голідей+        | РЗ      | США                            | Філадельфія Севенті-Сіксерс                                                      | УКЛА (Фр.)                  |
| 1     | 18    | Тай Лоусон           | РЗ      | США                            | Міннесота Тімбервулвз (від Маямі,[c] проданий у Денвер)[A]                       | Північна Кароліна (Дж.)     |
| 1     | 19    | Джефф Тіг+           | РЗ      | США                            | Атланта Гокс                                                                     | Вейк Форест (Сом.)          |
| 1     | 20    | Ерік Мейнор          | РЗ      | США                            | Юта Джаз                                                                         | УСВ (Ср.)                   |
| 1     | 21    | Даррен Коллісон      | РЗ      | США                            | Нью-Орлінс Горнетс                                                               | УКЛА (Ср.)                  |
| 1     | 22    | Віктор Клавер        | ЛФ      | Іспанія                        | Портленд Трейл-Блейзерс (від Далласа)[d]                                         | Памеса Валенсія (Іспанія)   |
| 1     | 23    | Омрі Касспі          | ЛФ      | Ізраїль                        | Сакраменто Кінґс (від Х'юстона)[e]                                               | Маккабі Тель-Авів (Ізраїль) |
| 1     | 24    | Байрон Малленс       | C       | США · Велика Британія          | Даллас Маверікс (від Портленд,[d] проданий в Оклахому Сіті)[B]                   | Огайо Стейт (Фр.)           |
| 1     | 25    | Родріг Бобуа         | РЗ      | Франція                        | Оклахома-Сіті Тандер (від Сан-Антоніо,[f] проданий у Даллас)[B]                  | Шоле (Франція)              |
| 1     | 26    | Тадж Гібсон          | ВФ      | США                            | Чикаго Буллз (від Денвер через Оклахома Сіті)[g]                                 | УПК (Дж.)                   |
| 1     | 27    | Демар Керолл         | ЛФ      | США                            | Мемфіс Ґріззліс (від Орландо)[h]                                                 | Міссурі (Ср.)               |
| 1     | 28    | Вейн Еллінгтон       | АЗ      | США                            | Міннесота Тімбервулвз (від Бостона)[b]                                           | Північна Кароліна (Дж.)     |
| 1     | 29    | Тоні Дуглас          | РЗ      | США                            | Лос-Анджелес Лейкерс (проданий у Нью-Йорк)[C]                                    | Флорида Стейт (Ср.)         |
| 1     | 30    | Крістіан Еєнга       | ЛФ      | ДР Конго                       | Клівленд Кавальєрс                                                               | Прат (Іспанія)              |
| 2     | 31    | Джефф Пендерграф     | ВФ      | США                            | Сакраменто Кінґс (проданий у Портленд)[D]                                        | Аризона Стейт (Ср.)         |
| 2     | 32    | Джермейн Тейлор      | АЗ      | США                            | Вашингтон Візардс (проданий у Х'юстон)[E]                                        | Центральна Флорида (Ср.)    |
| 2     | 33    | Данте Каннінгем      | ВФ      | США                            | Портленд Трейл-Блейзерс (від ЛА Клапперс)[j]                                     | Вілланова (Ср.)             |
| 2     | 34    | Серхіо Люль#         | РЗ      | Іспанія                        | Денвер Наггетс (від Оклахома Сіті,[k] проданий у Х'юстон)[F]                     | Реал Мадрид (Іспанія)       |
| 2     | 35    | Дажуан Саммерс       | ВФ      | США                            | Детройт Пістонс (від Міннесота)[l]                                               | Джорджтаун (Дж.)            |
| 2     | 36    | Сем Янг              | ЛФ      | США                            | Мемфіс Ґріззліс[m]                                                               | Піттсбург (Ср.)             |
| 2     | 37    | Дежуан Блер          | ВФ      | США                            | Сан-Антоніо Сперс (від Голден-Стейт через Фінікс)[n]                             | Піттсбург (Сом.)            |
| 2     | 38    | Джон Брокман         | ВФ      | США                            | Портленд Трейл-Блейзерс (від Нью-Йорк через Чикаго,[o] проданий у Сакраменто)[D] | Вашингтон (Ср.)             |
| 2     | 39    | Юнас Єребко          | ВФ      | Швеція                         | Детройт Пістонс (від Торонто)[p]                                                 | Angelico Biella (Італія)    |
| 2     | 40    | Деррік Браун         | ЛФ      | США                            | Шарлот Бобкетс (від Нью-Джерсі через Оклахома Сіті)[q]                           | Зав'єр (Дж.)                |
| 2     | 41    | Джоді Мікс           | АЗ      | США                            | Мілвокі Бакс                                                                     | Кентуккі (Дж.)              |
| 2     | 42    | Патрік Беверлі       | РЗ      | США                            | Лос-Анджелес Лейкерс (від Шарлотт,[r] проданий у Маямі)[G]                       | Арканзас (So.)              |
| 2     | 43    | Маркус Торнтон       | АЗ      | США                            | Маямі Гіт (від Індіана,[s] проданий у Нью-Орлінс)[H]                             | ЛСЮ (Ср.)                   |
| 2     | 44    | Чейз Бадінгер        | ЛФ      | США                            | Детройт Пістонс (проданий у Х'юстон)[I]                                          | Аризона (Дж.)               |
| 2     | 45    | Нік Калатес          | РЗ      | Греція · СШАa[›]               | Міннесота Тімбервулвз (від Філадельфія через Маямі,[t] проданий у Даллас)[J]     | Флорида (Сом.)              |
| 2     | 46    | Денні Грін           | ЛФ      | США                            | Клівленд Кавальєрс (від Чикаго)[u]                                               | Північна Кароліна (Ср.)     |
| 2     | 47    | Генк Норел#          | ВФ      | Нідерланди                     | Міннесота Тімбервулвз (від Маямі)[t]                                             | Ховентут (Іспанія)          |
| 2     | 48    | Тейлор Гріффін       | ЛФ      | США                            | Фінікс Санз                                                                      | Оклахома (Ср.)              |
| 2     | 49    | Сергій Гладир#       | АЗ      | Україна                        | Атланта Гокс                                                                     | МБК Миколаїв (Україна)      |
| 2     | 50    | Горан Сутон#         | C       | Боснія і Герцеговина · СШАb[›] | Юта Джаз                                                                         | Мічиган Стейт (Ср.)         |
| 2     | 51    | Джек МакКлінтон#     | АЗ      | США                            | Сан-Антоніо Сперс (від Нью-Орлінс через Торонто)[v]                              | Маямі (Ср.)                 |
| 2     | 52    | Ей Джей Прайс        | РЗ      | США                            | Індіана Пейсерз (від Даллас)[w]                                                  | Коннектикут (Ср.)           |
| 2     | 53    | Нандо де Коло        | РЗ      | Франція                        | Сан-Антоніо Сперс (від Х'юстон)[x]                                               | Cholet (Франція)            |
| 2     | 54    | Роберт Ваден#        | АЗ      | США                            | Шарлот Бобкетс (від Сан-Антоніо,[y] проданий у Оклахома Сіті)[K]                 | УАБ (Ср.)                   |
| 2     | 55    | Патті Міллс          | РЗ      | Австралія                      | Портленд Трейл-Блейзерс (від Денвер)[o]                                          | Saint Mary's (Сом.)         |
| 2     | 56    | Ахмад Нівінс#        | ВФ      | США                            | Даллас Маверікс (від Портленд)[d]                                                | Сейнт Джозефс (Ср.)         |
| 2     | 57    | Емір Прельджич#      | ВФ      | Словенія Туреччинаc[›]         | Фінікс Санз (від Орландо через Оклахома Сіті,[z] проданий у Клівленд)[L]         | Фенербахче (Туреччина)      |
| 2     | 58    | Лестер Гадсон        | РЗ      | США                            | Бостон Селтікс                                                                   | Теннессі-Мартін (Ср.)       |
| 2     | 59    | Чінемелу Елону#      | ВФ      | Нігерія · СШАd[›]              | Лос-Анджелес Лейкерс                                                             | Texas A&M (Дж.)             |
| 2     | 60    | Роберт Дозьє#        | ЛФ      | США                            | Маямі Гіт (від Клівленд)[aa]                                                     | Мемфіс (Ср.)                |

1. ↑  Громадянство означає національну збірну гравця, або яку країну він представляє. Якщо гравець не грав на міжнародному рівні, тоді цей пункт означає за збірну якої країни він може грати за правилами FIBA.

^ a: Нік Калатес народився в США й від народження має подвійне, американське й грецьке, громадянство. Він грав за збірну Греції.

^ b: Горан Сутон, який народився в Боснії і Герцеговині, також від 2006 року є натуралізованим громадянином США.

^ c: Емір Прельджич, який народився в Боснії і Герцеговині, також має словенське і турецьке громадянство. 2008 року він виступав за збірну Словенії, перед тим як почав виступати за збірну Туреччини.

^ d: Чінемелу Елону народився в Нігерії, але також є натуралізованим громадянином США.

## Помітні гравці, яких не задрафтовано
Цих гравців не вибрала жодна з команд на драфті НБА 2009, але вони зіграли в НБА принаймні одну гру.
| Гравець           | Позиція | Громадянство | Коледж/клуб               |
| ----------------- | ------- | ------------ | ------------------------- |
| Джефф Едрієн      | PF      | США          | Коннектикут (Sr.)         |
| Джош Акогнон      | PG      | США/ Нігерія | Кал Стейт Фуллертон (Sr.) |
| Антоніо Андерсон  | SG      | США          | Мемфіс (Sr.)              |
| Арон Бейнс        | C/PF    | Австралія    | Вашингтон Стейт (Sr.)     |
| Діонте Крістмас   | SG      | США          | Темпл (Sr.)               |
| Маркус Казін      | C       | США          | Х'юстон (Sr.)             |
| Луіджі Датоме     | SF      | Італія       | Virtus Roma (Італія)      |
| Джастін Дентмон   | PG      | США          | Вашингтон (Sr.)           |
| Шейн Едвардс      | F       | США          | Літл-Рок (Sr.)            |
| Вітор Фаверані    | PF/C    | Бразилія     | CB Axarquía (Spain)       |
| Алонсо Джі        | SF/SG   | США          | Алабама (Sr.)             |
| Террел Гарріс     | G       | США          | Оклахома Стейт (Sr.)      |
| Джо Інглс         | SG      | Австралія    | Австралія                 |
| Седрік Джексон    | PG      | США          | Клівленд Стейт (Sr.)      |
| Кріс Джонсон      | C/PF    | США          | ЛСЮ (Sr.)                 |
| В'ячеслав Кравцов | C       | Україна      | Київ (Україна)            |
| Маркус Лендрі     | PF      | США          | Вісконсін (Sr.)           |
| Веслі Метьюз      | SG/SF   | США          | Маркетт (Sr.)             |
| Джерел МакНіл     | PG/SG   | США          | Маркетт (Sr.)             |
| Гал Мекел         | PG      | Ізраїль      | Вічита Стейт (So.)        |
| Джеремі Парго     | PG      | США          | Гонзага (Sr.)             |
| Гаррет Сайлер     | C       | США          | Августа Стейт (Sr.)       |
| Гаррет Темпл      | G       | США          | ЛСЮ (Sr.)                 |
| Люк Зеллер        | F/C     | США          | Нотр-Дам (Sr.)            |

## Драфтова лотерея
Нижче вказано шанси для кожної з команд витягнути певний номер на драфтовій лотереї 2009 року, числа округлено до третьої цифри після коми:
| ^ | Позначає дійсні результати лотереї |

| Команда               | Результати в сезоні 2008–2009 | Шанси в лотереї | Вибір | Вибір | Вибір | Вибір | Вибір | Вибір | Вибір | Вибір | Вибір | Вибір | Вибір | Вибір | Вибір | Вибір |
| Команда               | Результати в сезоні 2008–2009 | Шанси в лотереї | 1-й   | 2-й   | 3-й   | 4-й   | 5-й   | 6-й   | 7-й   | 8-й   | 9-й   | 10-й  | 11-й  | 12-й  | 13-й  | 14-й  |
| --------------------- | ----------------------------- | --------------- | ----- | ----- | ----- | ----- | ----- | ----- | ----- | ----- | ----- | ----- | ----- | ----- | ----- | ----- |
| Сакраменто Кінґс      | 17–65                         | 250             | ,250  | ,215  | ,177  | ,358^ | —     | —     | —     | —     | —     | —     | —     | —     | —     | —     |
| Вашингтон Візардс1[›] | 19–63                         | 178             | ,178  | ,174  | ,164  | ,347  | ,137^ | —     | —     | —     | —     | —     | —     | —     | —     | —     |
| Лос-Анджелес Кліпперс | 19–63                         | 177             | ,177^ | ,173  | ,164  | ,195  | ,250  | ,040  | —     | —     | —     | —     | —     | —     | —     | —     |
| Оклахома-Сіті Тандер  | 23–59                         | 119             | ,119  | ,126  | ,132^ | ,100  | ,350  | ,161  | ,013  | —     | —     | —     | —     | —     | —     | —     |
| Міннесота Тімбервулвз | 24–58                         | 76              | ,076  | ,084  | ,095  | —     | ,263  | ,385^ | ,093  | ,004  | —     | —     | —     | —     | —     | —     |
| Мемфіс Ґріззліс       | 24–58                         | 75              | ,075  | ,083^ | ,094  | —     | —     | ,414  | ,294  | ,039  | ,001  | —     | —     | —     | —     | —     |
| Голден-Стейт Ворріорс | 29–53                         | 43              | ,043  | ,049  | ,058  | —     | —     | —     | ,600^ | ,232  | ,018  | ,000  | —     | —     | —     | —     |
| Нью-Йорк Нікс         | 32–50                         | 28              | ,028  | ,033  | ,039  | —     | —     | —     | —     | ,725^ | ,168  | ,008  | ,000  | —     | —     | —     |
| Торонто Репторз       | 33–49                         | 17              | ,017  | ,020  | ,024  | —     | —     | —     | —     | —     | ,813^ | ,122  | ,004  | ,000  | —     | —     |
| Мілвокі Бакс          | 34–48                         | 10              | ,010  | ,012  | ,014  | —     | —     | —     | —     | —     | —     | ,870^ | ,092  | ,002  | ,000  | —     |
| Нью-Дже́рсі Нетс       | 34–48                         | 9               | ,009  | ,011  | ,013  | —     | —     | —     | —     | —     | —     | —     | ,904^ | ,063  | ,001  | ,000  |
| Шарлот Бобкетс        | 35–47                         | 7               | ,007  | ,008  | ,010  | —     | —     | —     | —     | —     | —     | —     | —     | ,935^ | ,039  | ,000  |
| Індіана Пейсерз       | 36–46                         | 6               | ,006  | ,007  | ,009  | —     | —     | —     | —     | —     | —     | —     | —     | —     | ,960^ | ,018  |
| Фінікс Санз           | 46–36                         | 5               | ,005  | ,006  | ,007  | —     | —     | —     | —     | —     | —     | —     | —     | —     | —     | ,982^ |

^ 1: Вашингтон Візардс пізніше продав свій вибір у Міннесота Тімбервулвз.[a]